# Auguste Boucher
Auguste Charles Joseph Boucher (Grand-Rosière, 14 december 1853 - Thorembais-les-Béguines, 7 januari 1918) was een Belgisch volksvertegenwoordiger.

## Levensloop
Boucher was brouwer. Hij werd verkozen tot gemeenteraadslid en schepen van Thorembais-les-Béguines.
In 1894 werd hij verkozen tot liberaal volksvertegenwoordiger voor het arrondissement Nijvel en behield dit mandaat tot in 1896.